# Četiri apostola
Četiri apostola je naziv diptiha velikog njemačkog renesansnog umjetnika Albrechta Dürera, koja je njegovo posljednje veliko djelo, naslikano od 1523. – 1526. godine. Iako je naslikana za grad Nürnberg, bavarski princ Maksimilijan I. je došao u posjed slike 1627. godine, zahvaljujući pritisku na gradske oce. Od tada se slika nalazi u Münchenu i usprkos svim pokušajima povrata gradu Nürnbergu od 1806. god., slika nije vraćena.
Albrecht Dürer je rano postao sljedbenikom Martina Luthera i nadao se da će izvesti njegov portret u bakropisu, kao što je već bio portretirao druge važne mislioce reformacije. No on je, poput Grünwalda, nastavio slikati za svoje katoličke pokrovitelje. Da je bio umjetnik reformacije može se prepoznati po promjeni njegova slikarskog stila 1520-ih. Naime, od raskošnih slika s mnoštvom likova prešao je na skromne prikaze jednostavnih tema. Vrhunac takvog pristupa je slika „Četiri apostola“, koja se s pravom smatra Dürerovim umjetničkim testamentom. Ova slika je predstavljena 1526. godine u gradu Nürnbergu, koji se godinu prije pridružio luteranskim gradovima.
Na dvije paralelne ploče naslikao je po dva apostola koji su presudni za protestantsku doktrinu. Mladi Ivan na lijevoj strani i stariji Pavao na desnoj, Lutherovi omiljeni evanđelisti, nalaze se jedan nasuprot drugoga u prvom planu. Iza Ivana viri, kao da čuči, stari Petar, prvi papa, držeći ključ Crkve u ruci. Tako je i Marko, gotovo potpuno pokriven Pavlom, čijem su se učenju snažno divili protestanti. Citati iz apostolskih pisama ispod njih su izvedeni iz Lutherova prijevoda Biblije, a odabrani su kako bi upozorili grad da ne prihvaća ljudske greške i pretvaranje (lažne proroke) kao Božju volju, nego da slijede riječi iz Novog zavjeta. Tako oni predstavljaju zalog protiv katolika, podjednako kao i protiv radikalnih protestanata, kao i, u općenitijem smislu, četiri karaktera i kozmičku podjelu na četvrtine: godišnja doba, prirodne elemente, doba dana i životna razdoblja. Slika je zasigurno trebala pokazati mogućnost postojanja protestantskog slikarstva. Pa i prije nje slikar je napisao:
Apostoli imaju kiparsku čvrstoću koja podsjeća na ranorenesansne skulpture, a njihovi teški nabori na Rafaelove likove sa slike Propovjed sv. Pavla u Ateni koju je Dürer zasigurno vidio tijekom svog putovanja u Nizozemsku 1521. godine.
Zahvaljujući snazi ove slike, ali i njegovim brojnim prenosivim grafikama, Dürer je bio jedan od najutjecajnijih umjetnika 16. stoljeća u Njemačkoj.